# Johannesörtsväxter
Johannesörtsväxter (Hypericaceae) är en växtfamilj med 9 släkten och omkring 560 arter. Johannesörtsväxterna finns över hela världen och i nästan alla klimat. 